# Casinaria cylindrator
Casinaria cylindrator är en stekelart som beskrevs av Setsuya Momoi 1970. Casinaria cylindrator ingår i släktet Casinaria och familjen brokparasitsteklar. Inga underarter finns listade.